# Малярний валик
Малярний валик — інструмент для нанесення лакофарбових матеріалів (ЛКМ) та інших захисних та декоративних покриттів на різні поверхні.

## Історія

### Норман Джеймс Брейкі
У Канаді Норман Джеймс Брейкі у 1940 році винайшов валик для фарби, запатентував його в Канаді та виробляв на домашній фабриці. Після Другої світової війни він продав щонайменше 50 000 валиків для фарбування під назвою Koton Kotor, і він також продавався як валик TECO компанією Eaton's.

### Річард Крокстон Адамс
У Сполучених Штатах Річард Крокстон Адамс виготовив валик для фарби в підвальній майстерні в 1940 році і запатентував його в Сполучених Штатах. Заявка на патент була подана в 1942 році. Однак подібна заявка на патент на валик для фарбування була подана в Сполучених Штатах двома роками раніше, у 1940 році, винахідником Фрідою Е. Дальстромом.

## Загальний опис
Валик складається з ролика та кронштейна з ручкою. Ролик, своєю чергою — з корпусу (зазвичай, пластмасового), що являє собою тубус (трубку), підшипників та покриття (шубки), яке затискається на ролику валика. Винайдений Норманом Брікі (Norman Breakey) в 1940 році в Торонто. Є ще й особливий вид валика — кутовий. Використовується для фарбування кутів.
Валики розрізняють за розміром, матеріалом шубки, довжиною ворсу та застосування.
Під розмірами валика йдеться про довжину та зовнішній діаметр його ролика. За цими характеристиками валики умовно поділяються на:
- малі (мінівалики) — 50-100 мм,
- середні — 100—150 мм,
- великі (фасадні) — 180—250 мм.

## Валики з подачею фарби
Електричний валик з'явився нещодавно. Відрізняється можливістю подання по штанзі фарби безпосередньо до ролика. Може мати акумуляторне чи мережеве живлення.